# 'N bastardo venuto dar sud
'N bastardo venuto dar sud è il primo album in studio di Franco Califano, pubblicato nel 1972 per l'etichetta discografica CGD.

## Tracce
1. 'N attimo de vita (Franco Califano) -  3:06
2. Un ricamo ner core (Franco Califano) -  3:22
3. Gratta gratta amico mio (Franco Califano, Fred Bongusto) -  3:22
4. 'N contadino nun deve avè pretese (Franco Califano, Guido Lombardi) -  3:27
5. Zitta, nun parlà (Franco Califano, Ettore Lombardi) -  3:23
6. Ma che serata è... (Franco Califano) -  3:07
7. 'N bastardo (Franco Califano, Guido Lombardi) -  3:36
8. Quattro regine e quattro re (Franco Califano) -  3:04
9. Semo gente de borgata (Franco Califano, Marco Piacente) -  4:26
10. L'urtimo amico va via (Franco Califano, Totò Savio) -  3:28
11. Beata te... te' dormi (Franco Califano, Roberto Conrado) -  2:32
12. 'Mbriacate de sole (Franco Califano, Totò Savio) -  3:05